# イルシオン
イルシオン（2002年12月10日 - ）は、日本の男性プロレスラー。血液型A型。
DDTプロレスリング所属。覆面レスラー。リングネームはスペイン語で「幻想」。

## 来歴
DDTプロレスリングが2020年2月から極秘裏に進めていた10代練習育成機関・DDT10代プロジェクトからデビューを果たした。
2021年
- 8月21日、WRESTLE PETER PAN 2021、富士通スタジアム（川崎富士見球技場）川崎大会 vs HARASHIMA&吉村直巳&岡田佑介&今井礼夢&エル・ユニコーン戦でデビュー[1][2]。
- 10月27日、10代レスラーが主役の新ブランドDDTeeeen!!新宿FACE大会のメインイベントでエル・ユニコーンから勝利[3]。

2023年
- 3月21日、Judgement2023～後楽園史上最長5時間スペシャル～後楽園ホール大会のイルシオン＆エル・ユニコーンDDTeeen!!卒業試合で中村宗達と組みエル・ユニコーン、今井礼夢と対戦しユニコーンから勝利。
- 4月22日、ガンバレ☆プロレス王子ベースメントモンスター大会にてガンプロ初参戦。

2024年
- 8月30日、闘うビアガーデン2024 in SHINJUKU【DAY2】新宿FACE大会のセミファイナルスペシャルシングルマッチでクリス・ブルックスに敗れるもSCHADENFREUDE lnternationalに加入[4]。
- 10月3日、God Bless DDT 2024 TOUR in SHINJUKU新宿FACE大会でSCHADENFREUDE Internationalを裏切り、DAMNATION T.A.に加入[5]。

2025年
- 4月26日、札幌サンプラザ大会にてNωA Jr.からKO-D6人タッグ王座奪還。パートナーは佐々木大輔、岡谷英樹[6]。

## 得意技
変形ペディグリー、スワントーンボム

## 入場曲
Break Zone

## タイトル歴
DDTプロレスリング
- KO-D6人タッグ王座: 1回（第58代）（パートナーは佐々木大輔、岡谷英樹）
- アイアンマンヘビーメタル級王座: 2回（第1631・1642代）